# Edgar Benson
Edgar Benson, né le 28 mai 1923 à Cobourg au Canada et mort le 2 septembre 2011 à Ottawa au Canada, est un homme politique canadien qui fut le 24e Ministre des Finances de son pays du 20 avril 1968 au 28 janvier 1972.